# Ermite de Bourcier
Phaethornis bourcieri
Espèce
Répartition géographique
Statut de conservation UICN

 LC  : Préoccupation mineure
Statut CITES
L’Ermite de Bourcier (Phaethornis bourcieri) est une espèce d'oiseaux de la famille des Trochilidae ou oiseaux-mouches. Il a été décrit par René Primevère Lesson (1794-1849) en 1832 et son nom célèbre l'ornithologue français Jules Bourcier (1797-1873).

## Répartition et habitat
Cet oiseau vit au Guyana, au Suriname et en Guyane française ainsi que dans le nord du bassin amazonien (Amazonie colombienne, équatorienne et péruvienne), l'est du Venezuela et le bassin du fleuve Orénoque.

## Habitat
Son habitat naturel est constitué par les forêts humides subtropicales ou tropicales de plaines ou de moyennes montagnes.

## Sous-espèces
D'après Alan P. Peterson, il existe deux sous-espèces :
- Phaethornis bourcieri bourcieri (Lesson, 1832) ;
- Phaethornis bourcieri major Hinkelmann, 1989.